# Yarra Trams
Yarra Trams (рус. Ярра-трамс) — крупнейшая в мире компания-оператор трамвайной системы. Является частью общественного транспорта города Мельбурн и принадлежит франко-австралийской транспортной группе Keolis Downer, управляющей несколькими транспортными системами Австралии. Компания управляет более чем 500 трамваями на 25 маршрутах с 1763 остановками при общей длине маршрутов в 250 км, а также бесплатными туристическими трамваями City Circle, что составляет 31,400 маршрутных поездок еженедельно по 20 часов в день. Ежегодно трамваи Yarra Trams обслуживают более 180 миллионов человек. А если сложить все расстояние, которое трамваи проделывают за год, получится почти 25 миллионов километров.

## История

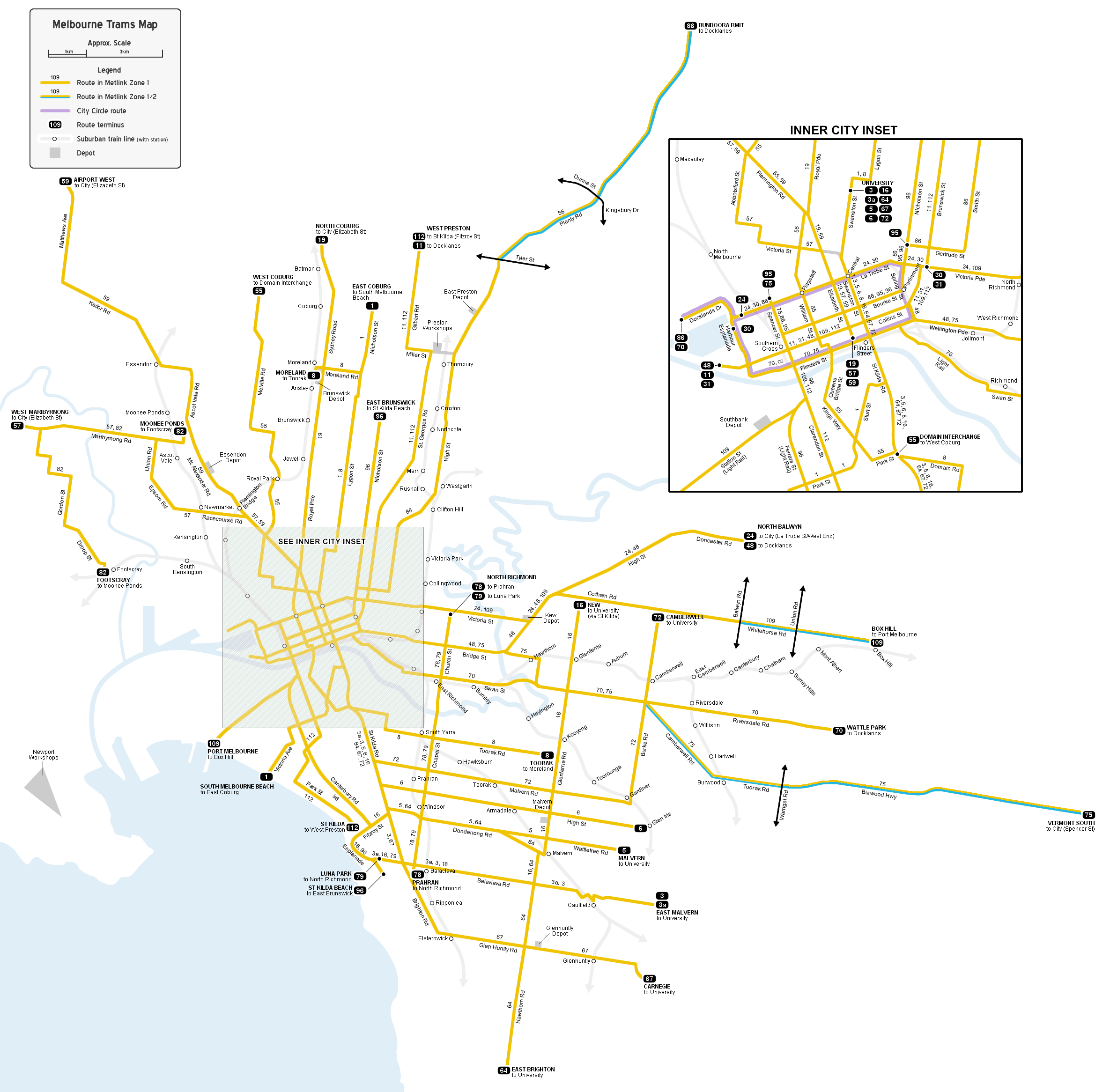
Маршрутная сеть Yarra Trams

### 1997—2002

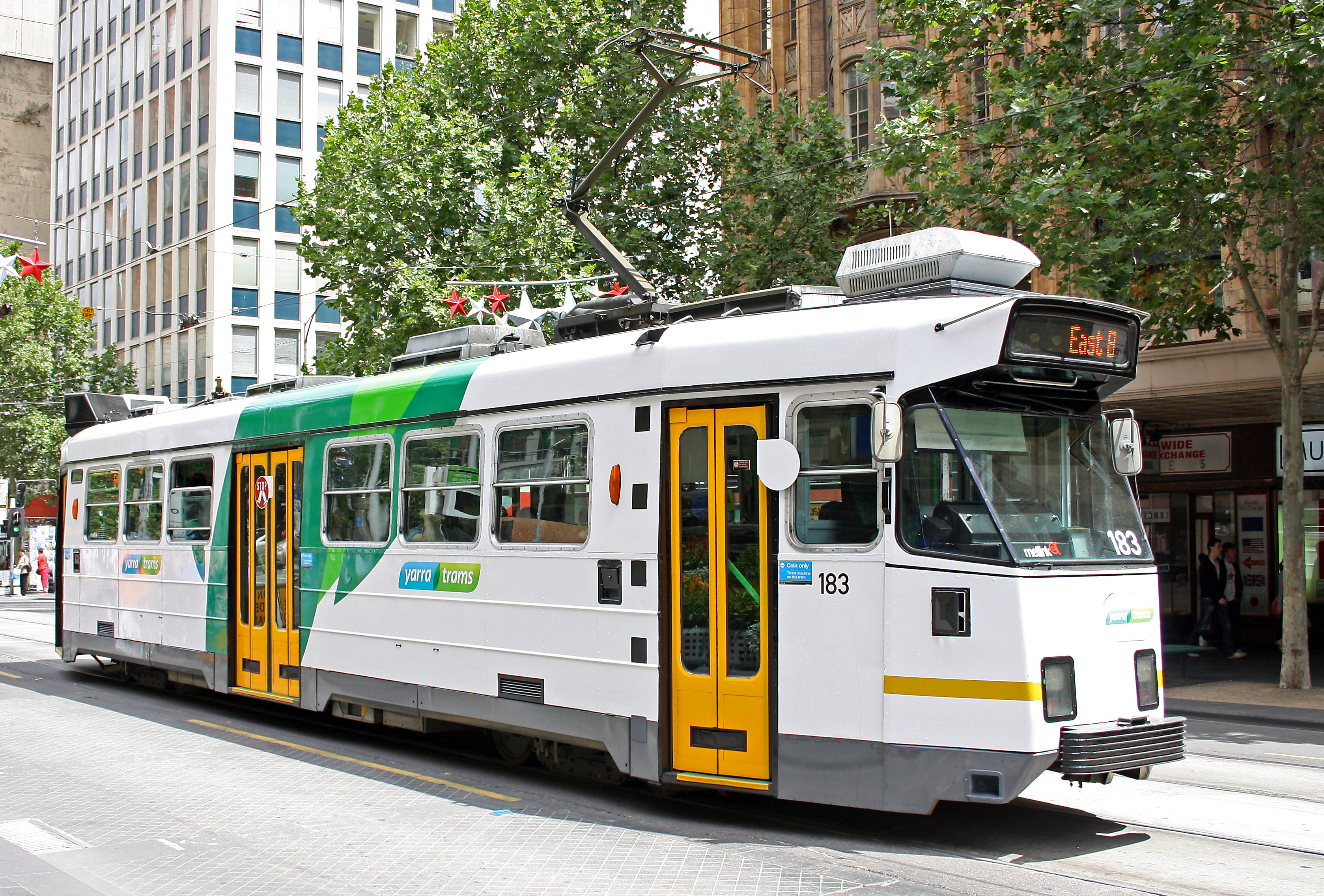
Трамвай класса Z3 в новой ливрее Yarra Trams

Компания Yarra Trams была основана в октябре 1997 года в рамках реструктуризации государственного предприятия Met Tram и подготовки к приватизации общественного транспорта штата Виктория. В августе 1999 года совместное предприятие французской Transdev и австралийской Transfield Services Ltd. — Transdev TSL стала осуществлять перевозку пассажиров под маркой Yarra Trams.

### 2003—2009
В декабре 2002 года британская National Express Group вышла на рынок перевозок под маркой M>Tram. Правительство штата Виктория решило структурировать общественный транспорт и организовать две компании-оператора: для трамвайных перевозок и для метро. 18 апреля 2004 года Transdev TSL стала полностью управлять всеми трамвайными перевозками в Мельбурне.
В ноябре 2009 года во время ребрендинга управление Yarra Trams перешло от Transdev TSL компании Keolis Downer. Бренд Yarra Trans был сохранён.

### 2010 — настоящее время
30 ноября 2009 года договор на управление с компанией-оператором Yarra Trams был продлён на восемь лет, с возможностью продления ещё на семь лет. Keolis Downer представила новый логотип Yarra Trams, а также новую ливрею с жёлтым цветом дверей. С ноября 2024 года сетью Yarra Trans вновь стала управлять Transdev.

## Эксплуатация

### Маршрутная сеть
Маршрутная сеть включает в себя 25 регулярных маршрутов, а также бесплатный туристический кольцевой маршрут. Существует также несколько вспомогательных и укороченных маршрутов. С 28 августа 2011 года вспомогательные маршруты маркируются буквами «a» и «d» («в депо»).

### Оплата проезда

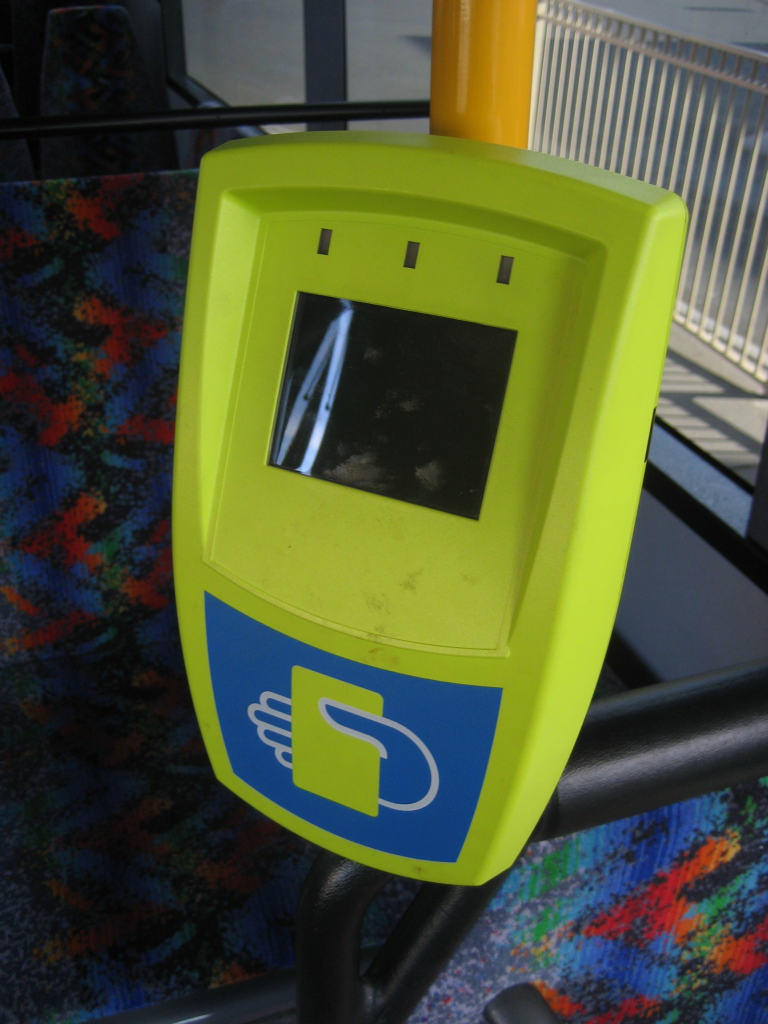
Валидатор в трамвае

Так же как и другие компании-операторы, действующие от лица PTV, Yarra Trams используют единую бесконтактную систуму оплаты проезда Myki. До декабря 2012 года использовалась система оплаты Metcard, а также наличные деньги. Продажа и пополнение карты Myki в салонах трамваев не производится, поэтому пассажиру необходимо заранее приобрести и пополнить карту. Это можно сделать в специальных автоматах на остановках, а также в магазинах, имеющих логотип Myki, в частности в любом из магазинов сети 7-Eleven.
Штраф за безбилетный проезд может доходить до 180 AU$.
Все трамваи обслуживают пассажиров внутри «зоны» 1, и только 3 маршрута (75, 86 и 109) обслуживают пассажиров сразу в двух зонах — «зоне 1» и «зоне 1/2».

### Развитие

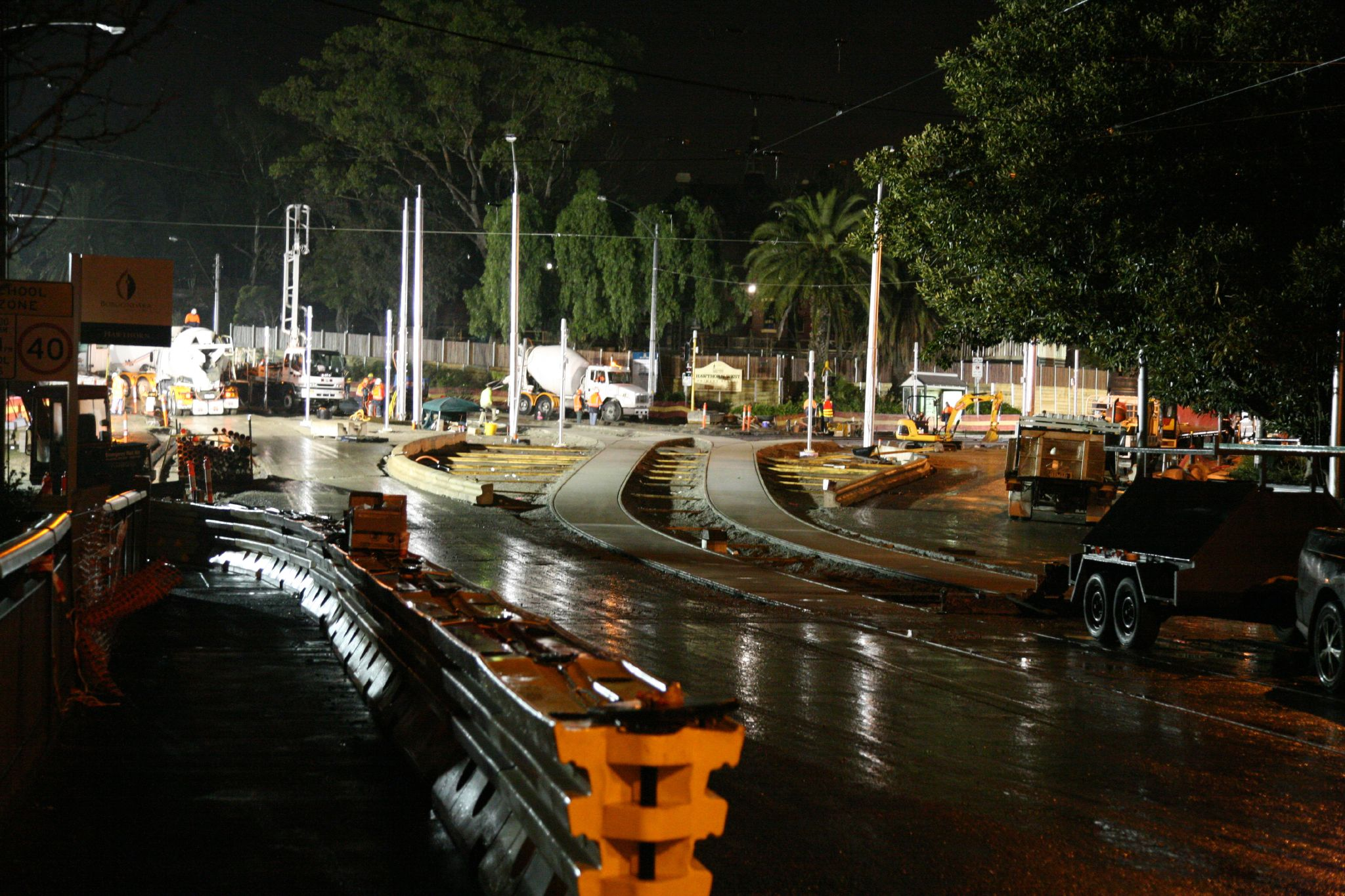
Сооружение новой платформы

### Безопасность

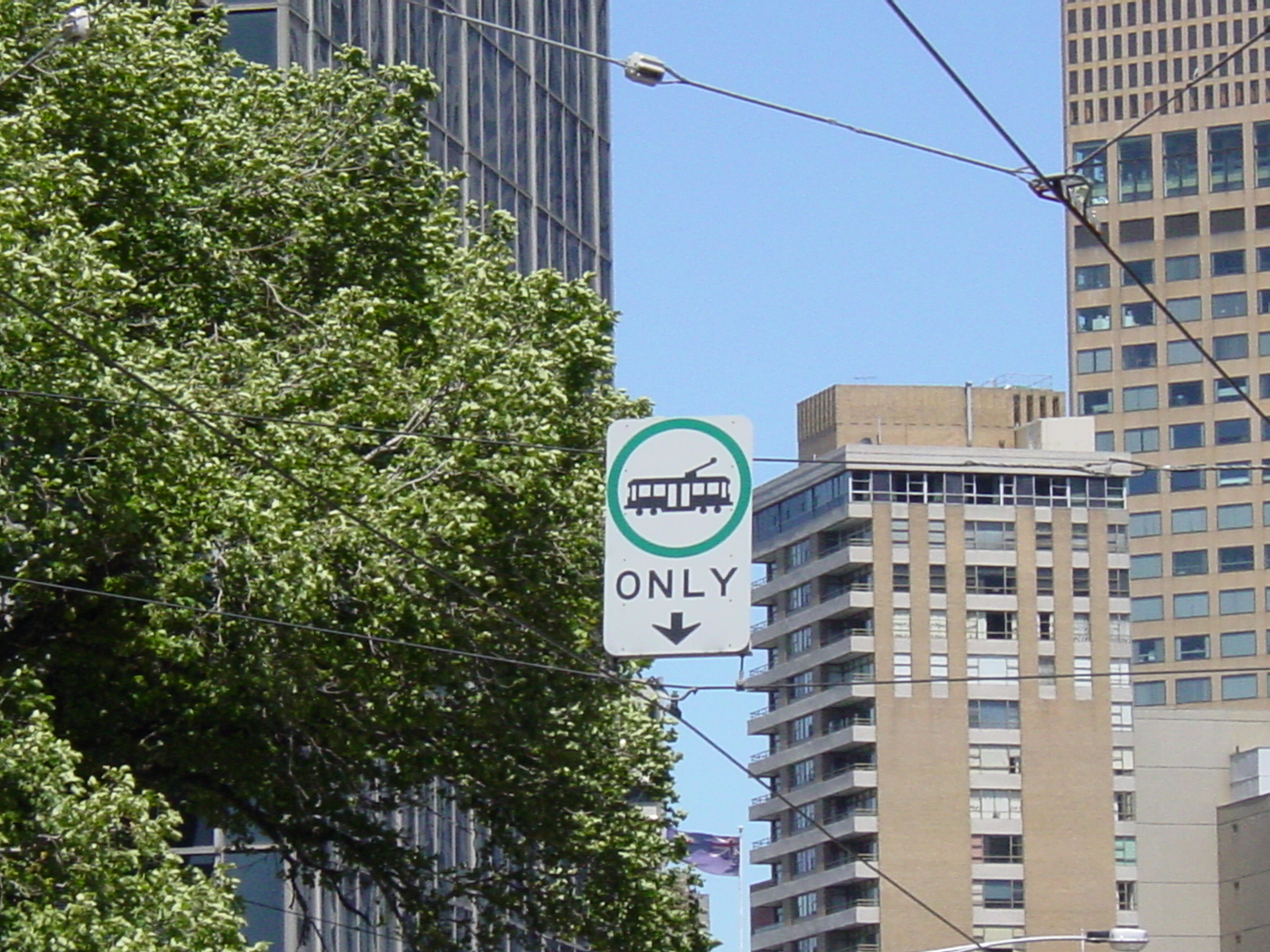
Знак выделенной полосы

### Берегись носорога

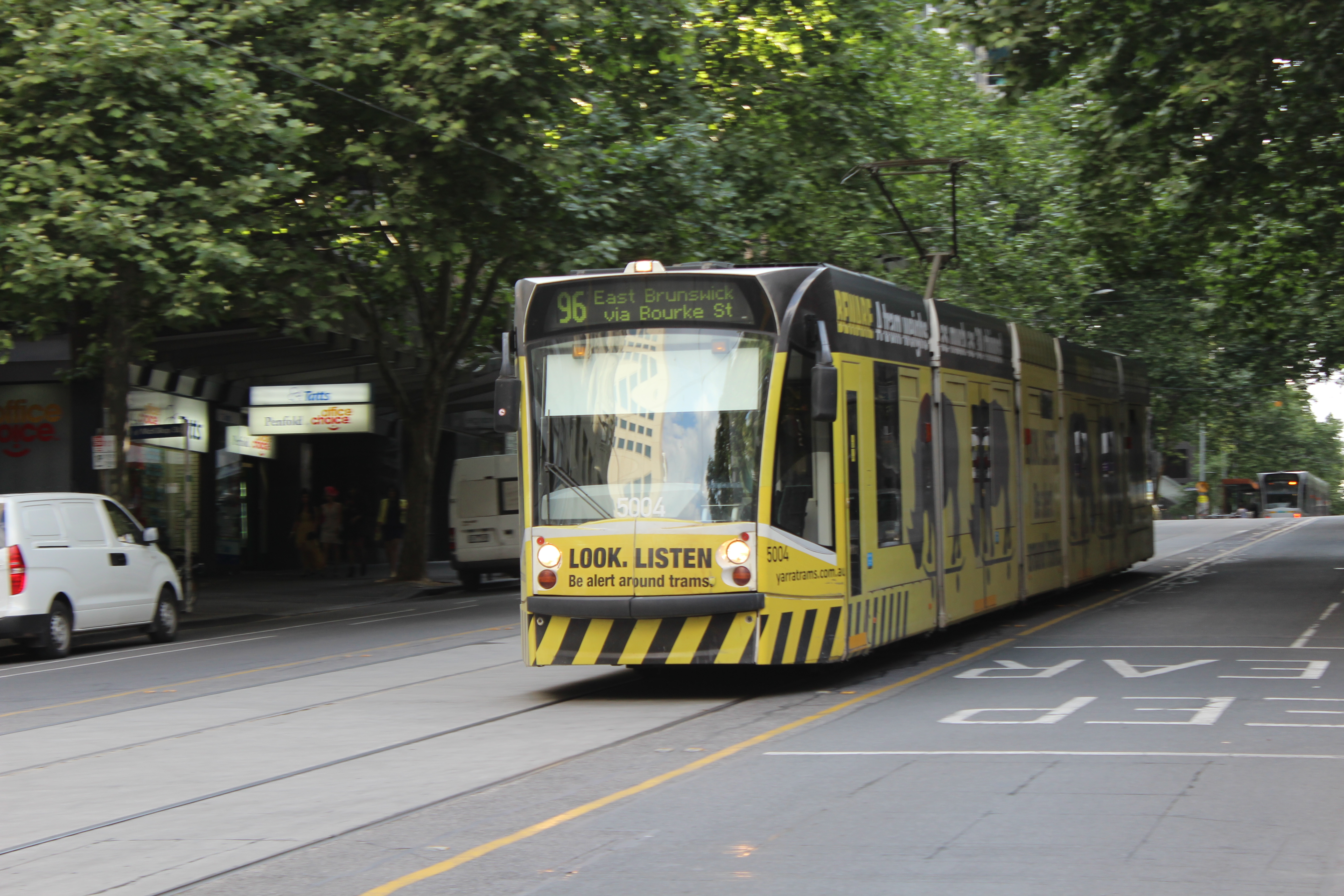
Трамвай серии D в ливрее кампании «Beware the Rhino»

Берегись носорога (англ. Beware the Rhino) — кампания по безопасности дорожного движения, стартовавшая в мае 2011 года. Название намекало на то, что трамвай во время движения так же опасен, как и бегущий носорог. Программа рассказывала каким опасностям подвергаются люди перебегающие трамвайные пути. Программа выиграла награду за креативность и просуществовала до 2013 года.